# Памятник Константину Циолковскому (Калуга)

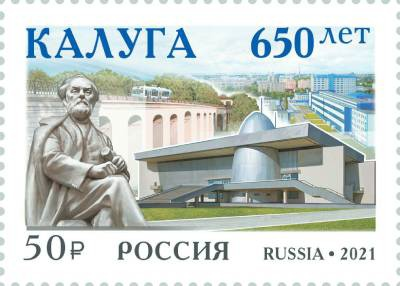
Памятник К. Э. Циолковскому на почтовой марке России 2021 года, посвящённой 650-летию Калуги

Памятник Константину Эдуардовичу Циолковскому на территории его дома-музея в Калуге был установлен в 1952 году, в год девяностопятилетнего юбилея со дня рождения Циолковского.
Сам дом-музей, на территории которого находится этот памятник, признан Объектом культурного наследия России федерального значения.
Адрес расположения памятника — улица Циолковского, 79 (на пересечении с улицей Космонавта Волкова).

## История
Автором памятника является член Союза художников СССР скульптор Михаил Иванович Ласточкин, уроженец Калужской области.
Памятник был создан Ласточкиным в 1951 году в качестве своей дипломной работы. Экзаменационная комиссия дала работе художника высшую оценку, а после защиты диплома Ласточкин преподнёс скульптуру в дар Дому-музею Циолковского. До установки в Калуге памятник экспонировался на Всесоюзной художественной выставке в Москве.

## Описание памятника

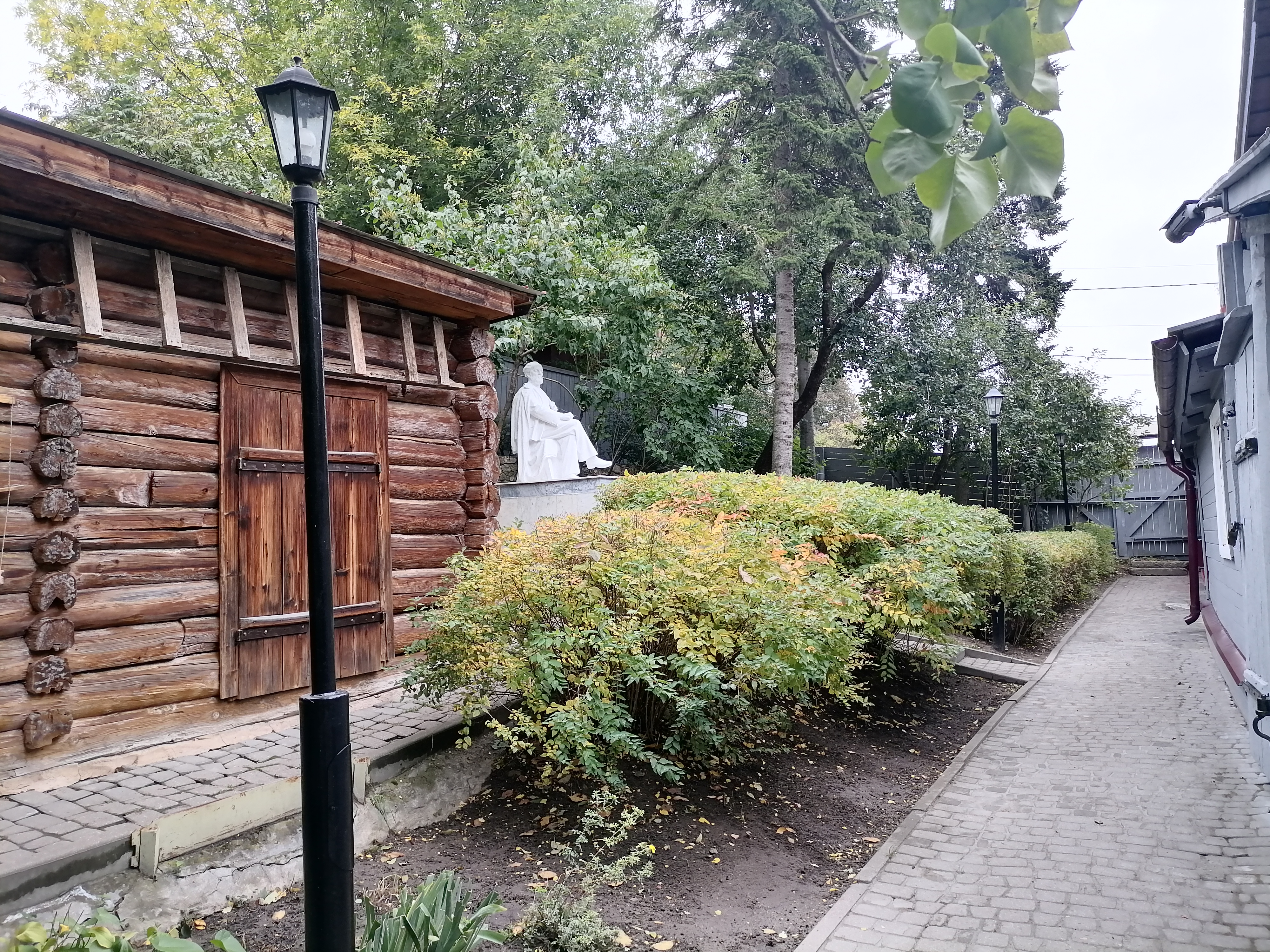
Вид памятника во дворе музея

Памятник представляет из себя полноростовую скульптуру из белого камня. Художник изобразил в ней Циолковского сидящим на табурете, одна рука учёного свободно лежит на колене, в другой руке он держит свиток.
Циолковский изображён художником в одежде русского разночинца.
Поза учёного является отсылкой к позам скульптур афинских философов-перипатетиков.
Скульптура помещена на постамент из белого мрамора с окантовкой в виде полосы небольшой ширины серого цвета по верхней части, вокруг которого плиткой выложена площадка, за пределами которой на территории музея находится место для отдыха посетителей.
На передней стороне постамента прикреплена табличка со следующим текстом:
«Памятник К. Э. Циолковскому. Дипломная работа скульптора М. И. Ласточкина, преподнесён в дар музею»
Ниже эта же надпись продублирована на английском языке.